# Acer cassiaefolium
Acer cassiaefolium é uma espécie de árvore do gênero Acer, pertencente à família Aceraceae.